# Günther Weiß (Fußballspieler)
Günther Weiß (* 1. Februar 1955) ist ein ehemaliger deutscher Fußballspieler.

## Karriere
Aus der Jugend des FC Bayern München hervorgegangen, rückte Weiß 1974 in die Profimannschaft auf. In der Bundesliga kam er allerdings erst am 7. und 14. Juni 1975, an den beiden letzten Spieltagen seiner Premierensaison (bei der 5:6-Auswärtsniederlage gegen Fortuna Düsseldorf und bei der 0:1-Heimniederlage gegen den Hamburger SV), zum Einsatz. Ohne Einsätze konnte er mit den Bayern die Siege im Europapokal der Landesmeister 1975 und 1976 und den Weltpokalsieg 1976 mitfeiern.
Nach zwei Jahren in München wechselte er zum Zweitligisten SpVgg Bayreuth, für den er 40 Liga- (1 Tor) und vier DFB-Pokal-Spiele (1 Tor) bestritt. 1978 wechselte er für ein Jahr zum ASV Neumarkt in die Bayernliga und kehrte 1979 in die 2. Bundesliga Süd zurück. Für den FV 04 Würzburg absolvierte er am 31. Mai 1980 (42. Spieltag) bei der 2:3-Niederlage im Heimspiel gegen den FC 08 Homburg sein letztes von 28 Ligaspielen. Am 22. September 1979 (9. Spieltag), beim 3:0-Sieg im Heimspiel gegen den VfR Bürstadt und am 18. Mai 1980 (40. Spieltag), beim 4:1-Sieg im Heimspiel gegen den SV Röchling Völklingen gelangen ihm seine einzigen beiden Tore.
Weiß war eine Zeitlang Trainer der U-40-Herren-Mannschaft des TSV Nandlstadt.